# Новое королевство Леон
Новый Леон (галис. Nuevo León), официально Новое королевство Леон (исп. Nuevo Reino de León) — это одно из двух автономных королевств Вице-королевства Новая Испания. Хотя Новое королевство Леон входило в состав вице-королевства Новой Испании, оно оставалось функционально автономным на протяжении большей части своей истории.

## История
До появления белых на территории будущего королевства, кочевали индейцы-коавильтеки, занимавшиеся охотой и собирательством.
В 1577 году Альберто дель Канто основывает поселение Санта Лусия. Однако эта попытка колонизовать здешние земли оказывается безуспешной, поскольку население города подверглось нападению со стороны индейцев и бежало.
Через пять лет португалец, находившийся на службе испанского короля, Луис де ла Куэва основывал Новое королевство Леон, названное так в честь королевства на территории Испании. Король Испании Филипп II пожаловал Луису де Карабахаль-и-Куэва титул первого губернатора и генерал-капитана этой новой провинции Новой Испании.
1582 году он основывает поселение Сан-Луис-Рей-де-Франсия которое становится главным форпостом для колонизации соседних территорий. Новый Леон расширился к западу от порта Тампико до границ Нуэва-Виская (ныне штат Чиуауа) и около 1000 километров на север.
Из-за набегов индейцев и нехватки белых поселенцев колония пришла в упадок, и следующие восемь лет Новый Леон был фактически заброшен — до появления третьей экспедиции во главе с Диего де Монтемайором, приведшим 13 семей испанских переселенцев и основавшим неподалёку от Сан-Луис-Рей-де-Франсия, 20 сентября 1596 года «Город нашей Богоматери Монтеррейской» (в честь вице-короля Новой Испании Гаспара де Суньига Асеведо-и-Фонсека, 5-го графа испанского Монтеррея).
Первые годы оказались весьма трудными для новопоселенцев, которые страдали от недостатка пищи, набегов индейцев, а также от нескольких наводнений. Создание испанских поселений в северной части королевства часто замедлялось из-за нападений племён местных индейцев коавильтекского происхождения, таких как аласапы, куаналы, гуалегу и других. Испанский капитан Алонсо де Леон описал множество свидетельств зверств против испанцев со стороны воинственных туземцев в Новом Леоне, а также заявлял, что местные индейцы во всех аспектах резко отличались от индейцев в других частях Новой Испании.
Тем не менее, в последующие годы в Новый Леон началась миграция поселенцев со всех краёв Испании. С самого начала большая часть населения концентрировалась вокруг Монтеррея. Благодаря увеличению количества белого населения удалось начать наступление на индейцев. Так конкистадорам Бернабо де ла Касасу и Жуану де Оньяте удалось провести ряд победоносных экспедиций против индейцев акома в результате которых основал несколько поселений и шахтёрских лагерей в долине Салинас.
На территории были учреждены францисканские миссии, в которых евангелизировались аборигены, однако местные индейцы сопротивлялись принятию христианства.
Смешанные браки с коренным населением региона были очень редкими. Поэтому метисация, характерная для многих провинций Новой Испании, не затронула Новый Леон. К концу испанского владычества белое население Нового Королевства Леон составляло примерно 80 %.
9 мая 1673 года года по инициативе губернатора и генерал-капитана Нового королевства Леон Николаса де Азкаррага Монтерею был жалован герб.
В 1776 году он стал частью полуавтономного Генерал-капитанства Внутренних Провинций. В 1787 году Внутренние Провинции были разделены на две части с границей между ними по реке Гуанаваль. Новое Королевство Леон вошло в состав генерал-капитанства Восточные внутренние провинции, состоящие из Нового королевства Леон и провинций Коауила, Техас и Новый Сантандер.
31 мая 1820 года Генерал-комендантство Внутренних Провинций было ликвидировано, а входящие в него территории вернулись в состав вице-королевства Новая Испания.
В 1821 году, когда Мексика обрела независимость Новое королевство Леон было включено в её состав как Свободный и Суверенный Штат Нуэво-Леон.